# Улванка
Улванка — река в России, протекает по Олонецкому району Карелии. Устье реки находится в 49 км по левому берегу реки Олонки. Длина реки составляет 24 км, площадь водосборного бассейна 120 км².
В нижнем течении реки находится бывшая деревня Улваны.
Притоки (от истока к устью):
- Непонос (левый)
- Левадоя (левый)
- Кадой (правый)

## Данные водного реестра
По данным государственного водного реестра России относится к Балтийскому бассейновому округу, водохозяйственный участок реки — Водные объекты бассейна оз. Ладожское без рр. Волхов, Свирь и Сясь, речной подбассейн реки — Нева и реки бассейна Ладожского озера (без подбассейна Свирь и Волхов, российская часть бассейнов). Относится к речному бассейну реки Нева (включая бассейны рек Онежского и Ладожского озера).
Код объекта в государственном водном реестре — 01040300212102000011785.